# Gerhard Weber (Fotograf, 1940)
Gerhard Weber (* 1940 in Berlin) ist ein deutscher Fotograf.

## Leben
Gerhard Weber wurde 1940 in Berlin-Kreuzberg geboren. Nachdem der Vater 1944 bei Leningrad gefallen war, zog die Familie nach Nordhausen in Thüringen, wenig später nach Altenburg, wo er seine Kindheit verbrachte. Nach Abschluss der Schule folgte 1956/57 eine Ausbildung zum Spitzendreher und daran anschließend der Armeedienst bei der Transportpolizei. Seit 1964 arbeitete Weber als Fachmethodiker für Volkskunst am Kreiskulturhaus in Grimma, dessen Leitung er zwei Jahre später übernahm und bis 1970 innehatte. Im gleichen Jahr gründete er die Grimmaer Fotogruppe, die er bis 2004 leitete. Von 1965 bis 1970 absolvierte er ein Fernstudium an der Hochschule für Grafik und Buchkunst (HGB) in Leipzig, das er als Diplom-Fotografiker abschloss. Von 1970 bis 1986 arbeitete er als Bildreporter für die Lokalredaktion der Leipziger Volkszeitung.
In den 1970er und frühen 1980er Jahren hatte Weber einige Personalausstellungen, beteiligte sich erfolgreich an Fotowettbewerben und -festivals und erhielt zahlreiche Auszeichnungen. Im Frühjahr 1983 erhielt er das Angebot, für die Gesellschaft für Fotografie im Kulturbund der DDR eine freie Arbeit fotografisch zu gestalten. Animiert vom Erfolg der Ausstellung arbeitete Weber ab 1986 als freischaffender Fotograf. Das nächste Projekt war den Menschen in seinem Wohnort Colditz gewidmet, einer Kleinstadt mit damals etwa 7.000 Einwohnern. Mit Stativ und Mittelformatkamera, ohne Blitz, mit langen Belichtungszeiten porträtierte er über drei Jahre rund 80 Colditzer Familien in ihrem persönlichen Lebensbereich. Im Juni 1990, mitten in der Wendezeit, wurden die Aufnahmen wiederum vor Ort in einer Freiluftausstellung gezeigt. Nach der Wende, die er in Berlin, Leipzig und Colditz mit eindrucksvollen Bildern dokumentierte, entwickelte sich Weber zu einem der wichtigsten Bildautoren Ostdeutschlands. Besonders hervorzuheben sind die Expeditionen aufs Land, die Weber zusammen mit seiner für die Texte zuständigen Ehefrau Brigitte für die Lokalredaktionen der Leipziger Volkszeitung unternahm. Unter dem Titel Streifzüge durchs Land. Dörfliche Impressionen von A-Z wurden zwischen 1992 und 2003 rund 400 Dörfer der Region vorgestellt. Bei diesen Impressionen handelt es sich keineswegs um eine Summe von Momentaufnahmen, sondern um einzigartige Dokumente eines alle Lebensbereiche durchdringenden Wandels der Strukturen, aber gelegentlich auch um Zeugnisse der Beharrlichkeit des Alltags: Vieles erwies sich als erstaunlich zählebig: Die Frauen lebten weiterhin mit ihren unverwüstlichen, bunt geblümten Dederonschürzen, für jeden Anlass eine extra. So gab es die Haushalts-, die Garten-, die Stall- und vor allem die schönste, die Einkaufsschürze, die eben noch Konsum-Schürze geheißen hatte.  Für ihre Dorfserie wurden Gerhard und Brigitte Weber 1994 mit dem Lokaljournalistenpreis der Konrad-Adenauer-Stiftung ausgezeichnet.
Heute lebt und arbeitet Weber in Grimma. Neben sozialdokumentarischen Themen beschäftigt er sich mit Akt- und Landschaftsfotografie sowie mit der Sichtung seines umfangreichen Archivs, aus der u. a. die Bände Im Land der Mulde und Straße der Besten. Wurzener Gruppenfotos von 1970 bis 1990 hervorgegangen sind.
Hunderte großformatige Ausstellungsabzüge sind der Jahrhundertflut 2002 zum Opfer gefallen. Gerhard Webers Negative und Diapositive bis 1990 befinden sich seit Ende 2013 in der Deutschen Fotothek in Dresden.

## Ausstellungen (Auswahl)
- LebensZeiten – Mitten im Land (Freilichtausstellung Muldewiese Höfgen 2011)
- Leipzig. Fotografie seit 1939 (Museum der Bildenden Künste Leipzig 2011), Ausstellungsbeteiligung
- Hautnah (Gut Haferkorn 2011)
- Als wär's ein Stück von mir (Stadtgeschichtliches Museum Leipzig 2010)
- ZUHAUSE – ganz privat (Marktgalerie Grimma 2010)
- Grimma, gestern und heute (Kreismuseum Grimma 2010)
- Im Land der Mulde (Stadtbibliothek Leipzig 2009)
- Morbide Ästhetik (ehemaliges Casino Grimma 2006)
- Wo die Erde wieder Kugel ist (Kunstverein Panitzsch 2006)
- Die Sonne steht über Nimbschen (Seume-Haus Grimma 2005)
- WasserZeichen (Rathausgalerie Grimma 2003)
- Akt im Steinbruch (Museum Steinarbeiterhaus Hohburg 2002)
- The people of the village of Erlln (Goethe-Institut Washington (2002) und zahlreiche weitere Stationen, bis 2008)
- Zwischen Zeiten (Denkmalschmiede Höfgen 2000, Städtische Galerie Döbeln 2003)
- Landleben im Muldentalkreis (Städtische Galerie Grimma 1995)
- Gerhard Weber: Als wär's ein Stück von mir / Meissener Porzellan. Colditz : Weber 1992.
- Die Leute im Dorf Erlln (Freilichtausstellung Erlln 1985, Kaunas 1986, Vilinius 1986, Ettlingen 1988 u. a.)
- Porträt und Landschaft (Kunsthaus Grimma 1976, Kreismuseum Wurzen 1976, außerdem Wermsdorf und Colditz)

## Einzelnachweis
1. ↑  Gerhard Weber: Im Land der Mulde Leipzig : Lehmstedt 2009

| Personendaten    | Personendaten      |
| ---------------- | ------------------ |
| NAME             | Weber, Gerhard     |
| KURZBESCHREIBUNG | deutscher Fotograf |
| GEBURTSDATUM     | 1940               |
| GEBURTSORT       | Berlin             |